# Loshults landskommun
Loshults landskommun var en tidigare kommun i dåvarande Kristianstads län.

## Administrativ historik
När 1862 års kommunalförordningar började gälla inrättades över hela landet cirka 2 400 landskommuner, de flesta bestående av en socken. Därutöver fanns 89 städer och 8 köpingar som då blev egna kommuner.
Denna landskommun bildades av Loshults socken i Östra Göinge härad i Skåne.
Kommunreformen 1952 påverkade inte Loshult, som kvarstod som egen kommun fram till 1974, då den genom sammanläggning gick upp i Osby kommun.
Kommunkoden 1952-1973 var 1126.

### Kyrklig tillhörighet
I kyrkligt hänseende tillhörde kommunen Loshults församling.

## Geografi
Loshults landskommun omfattade den 1 januari 1952 en areal av 104,63 km², varav 104,19 km² land.

### Tätorter i kommunen 1960
| Tätort    | Folkmängd |
| --------- | --------- |
| Killeberg | 485       |
| Hökön     | 214       |

Tätortsgraden i kommunen var den 1 november 1960 42,3 procent.

## Politik

### Mandatfördelning i valen 1938-1970
| 9 | 11 |

| 20 |

| 9 | 5 | 5 | 1 |

| 20 |

| 1 | 7 | 6 | 6 |

| 20 |

| 9 | 6 | 1 | 4 |

| 19 |

| 1 | 9 | 4 | 1 | 5 |

| 18 |

| 8 | 6 | 1 | 5 |

| 18 |

| 10 | 6 | 1 | 3 |

| 17 | 3 |

| 9 | 7 | 1 | 3 |

| 17 | 3 |

| 9 | 6 | 1 | 2 | 2 |

| 15 | 5 |